# كفر العزاوي
قرية كفر العزاوى هي إحدى القرى التابعة لمركز السنبلاوين في محافظة الدقهلية في جمهورية مصر العربية. حسب إحصاءات سنة 2006، بلغ إجمالي السكان في كفر العزاوى 5194 نسمة، منهم 2605 رجل و2589 امرأة.